# Elecciones provinciales del Chubut de 1973
Las elecciones generales de la provincia del Chubut de 1973 se realizaron el 11 de marzo del mencionado año con una segunda vuelta en la elección de Gobernador el 15 de abril. Se realizaron en el marco de la transición a la democracia dirigida por Alejandro Agustín Lanusse, último dictador del régimen de facto conocido como Revolución Argentina, que culminaría con el retorno del peronismo al poder, bajo la forma del Frente Justicialista de Liberación (FREJULI), dando inicio al tercer peronismo.
La primera vuelta de la elección provincial de Chubut fue, junto con la de Córdoba, una de las más ajustadas de la jornada electoral. El candidato justicialista Benito Fernández obtuvo la primera minoría de votos con el 32,26%, contra el 20,31% del candidato del Partido Acción Chubutense (PACh), Roque González, entrando ambos en una segunda vuelta. En tercer lugar quedó la Unión Cívica Radical (UCR), con Juan Carlos Altuna como candidato, que obtuvo el 19,63%, muy cerca de González. En cuarto lugar quedó el Partido Revolucionario Cristiano (PRC), con el antiguamente justicialista David Patricio Romero, y en quinto lugar el desarrollista Francisco Cruz, del Movimiento de Integración y Desarrollo (MID),   por lo que el FREJULI concurrió profundamente dividido a los comicios, pero acaparó cerca del 55% de los sufragios de la primera vuelta.
La segunda vuelta se realizó el 15 de abril. Altuna apoyó a González, mientras que Romero y Corchuelo Blasco apoyaron a Fernández, obteniendo este un aplastante triunfo con el 60,08% de los votos, contra el 39,92% de González, accediendo a la gobernación de la provincia. No llegó a completar su mandato constitucional debido al golpe de Estado de 1976, pero fue uno de los quince gobernadores electos en 1973 que logró durar todo el período constitucional desde la restauración hasta el golpe.

## Resultados

### Gobernador y Vicegobernador
| Fórmula                            | Fórmula                            | Partido                            | Partido                                | 1ª vuelta | 1ª vuelta | 2ª vuelta | 2ª vuelta |
| Gobernador                         | Vicegobernador                     | Partido                            | Partido                                | Votos     | %         | Votos     | %         |
| ---------------------------------- | ---------------------------------- | ---------------------------------- | -------------------------------------- | --------- | --------- | --------- | --------- |
| Benito Fernández                   | Arturo Víctor Campelo              |                                    | Partido Justicialista                  | 21.320    | 32,26     | 39.204    | 60,08     |
| Roque González                     | Osvaldo Williams                   |                                    | Partido Acción Chubutense              | 13.418    | 20,31     | 26.049    | 39,92     |
| Juan Carlos Altuna                 | Eduardo Said                       |                                    | Unión Cívica Radical                   | 12.974    | 19,63     |           |           |
| David Patricio Romero              |                                    |                                    | Partido Revolucionario Cristiano       | 7.792     | 11,79     |           |           |
| Francisco Cruz                     | Mehaudi                            |                                    | Movimiento de Integración y Desarrollo | 6.910     | 10,46     |           |           |
|                                    |                                    |                                    | Partido Demócrata Progresista          | 1.656     | 2,51      |           |           |
|                                    |                                    |                                    | Nueva Fuerza                           | 756       | 1,14      |           |           |
|                                    |                                    |                                    | Partido Demócrata                      | 558       | 0,84      |           |           |
|                                    |                                    |                                    | Partido Socialista de los Trabajadores | 403       | 0,61      |           |           |
|                                    |                                    |                                    | Frente de Izquierda Popular            | 294       | 0,44      |           |           |
|                                    |                                    |                                    |                                        |           |           |           |           |
| Votos válidos                      | Votos válidos                      | Votos válidos                      | Votos válidos                          | 66.081    | 89,94     | 65.253    | 92,58     |
| Votos en blanco                    | Votos en blanco                    | Votos en blanco                    | Votos en blanco                        | 6.811     | 9,27      | 4.976     | 7,06      |
| Votos anulados                     | Votos anulados                     | Votos anulados                     | Votos anulados                         | 581       | 0,79      | 252       | 0,36      |
| Total de votos                     | Total de votos                     | Total de votos                     | Total de votos                         | 73.473    | 100       | 70.481    | 100       |
| Votantes registrados/participación | Votantes registrados/participación | Votantes registrados/participación | Votantes registrados/participación     | 93.830    | 78,30     | 93.830    | 75,12     |
| Fuente:                            |                                    |                                    |                                        |           |           |           |           |

### Legislatura
| Partido                            | Partido                                | Votos  | %     | Bancas | Electos |
| ---------------------------------- | -------------------------------------- | ------ | ----- | ------ | --- |
|                                    | Partido Justicialista                  | 21.351 | 32,64 | 10/27  | Ver electos: - Francisco José Sánchez - Juan Carlos Fernando Bravo - Walter Roland Soulages - Arturo Morado - Guillermo Isidoro Fernández - Carlos Nicolás Nizetich - Ramón Ricardo Gutiérrez - Primitivo Morejón - Néstor Perl - Daniel Isaac Elías |
|                                    | Partido Acción Chubutense              | 12.573 | 19,22 | 6/27   | Ver electos: - Guillermo Carlos Difiori - Gwynoro Twrog Hughes - Néstor Oscar Bezunartea - Oscar Julio Crespo - Benito Martins - Eduardo Alberto Zabaleta                                                                                            |
|                                    | Unión Cívica Radical                   | 12.554 | 19,19 | 5/27   | Ver electos: - Alfredo Mario Etchepare - Santiago Marcelino López - Carlos Ismael Elissalde - Jorge Hernán Zavaley - Alejandro Abel Conesa |
|                                    | Partido Revolucionario Cristiano       | 7.544  | 11,53 | 3/27   | Ver electos: - Antonio Osberto Morales - Agustín Torrejón - Venicio Fenizi |
|                                    | Movimiento de Integración y Desarrollo | 6.762  | 10,34 | 3/27   | Ver electos: - Alberto Camilo de Bernardi - Julio Ormachea - Manuel Antonio González Giménez |
|                                    | Partido Demócrata Progresista          | 1.836  | 2,81  |        | |
|                                    | Nueva Fuerza                           | 796    | 1,22  |        | |
|                                    | Unión Popular                          | 689    | 1,05  |        | |
|                                    | Partido Demócrata                      | 572    | 0,87  |        | |
|                                    | Partido Socialista de los Trabajadores | 435    | 0,67  |        | |
|                                    | Frente de Izquierda Popular            | 295    | 0,45  |        | |
|                                    |                                        |        |       |        | |
| Votos válidos                      | Votos válidos                          | 65.407 | 89,02 |        | |
| Votos en blanco                    | Votos en blanco                        | 7.489  | 10,19 |        | |
| Votos anulados                     | Votos anulados                         | 577    | 0,79  |        | |
| Total de votos                     | Total de votos                         | 73.473 | 100   |        | |
| Votantes registrados/participación | Votantes registrados/participación     | 93.830 | 78,30 |        | |
| Fuente:                            |                                        |        |       |        | |